# Araneus toruaigiri
Araneus toruaigiri este o specie de păianjeni din genul Araneus, familia Araneidae, descrisă de Bakhvalov, 1970. Conform Catalogue of Life specia Araneus toruaigiri nu are subspecii cunoscute.